# Southland (Nieuw-Zeeland)
Southland is de zuidelijkste regio van Nieuw-Zeeland, gelegen op het Zuidereiland. De hoofdstad is Invercargill, wat ook de enige stad is in de regio. De hoogste berg is de 2.732 meter hoge Mount Tutoko.
De weersomstandigheden in Southland zijn koeler dan in de andere regio's van Nieuw-Zeeland vanwege de afstand tot de evenaar. Ze kunnen echter worden onderverdeeld in drie soorten: het gematigde zeeklimaat van de kustgebieden, het semi-continentale klimaat van het binnenland en het bergklimaat van Fiordland in het westen. Omdat het dichter bij de Zuidpool ligt, wordt de Aurora Australis vaker gezien dan in andere regio's.
Afgezien van West Coast heeft Southland de sterkste regionale identiteit van Nieuw-Zeeland. Het is het enige deel van Nieuw-Zeeland met een duidelijk regionaal accent.
De economie van de regio is gebaseerd op landbouw, toerisme, visserij, bosbouw en energiebronnen zoals steenkool en waterkracht.